# Caleb Bradham
 (septembre 2019).
Si vous disposez d'ouvrages ou d'articles de référence ou si vous connaissez des sites web de qualité traitant du thème abordé ici, merci de compléter l'article en donnant les références utiles à sa vérifiabilité et en les liant à la section « Notes et références ».
Caleb Davis Bradham, né le 27 mai 1867 à Chinquapin et mort le 19 février 1934 à New Bern, est un pharmacien américain, inventeur de la boisson gazeuse Pepsi.

## Biographie

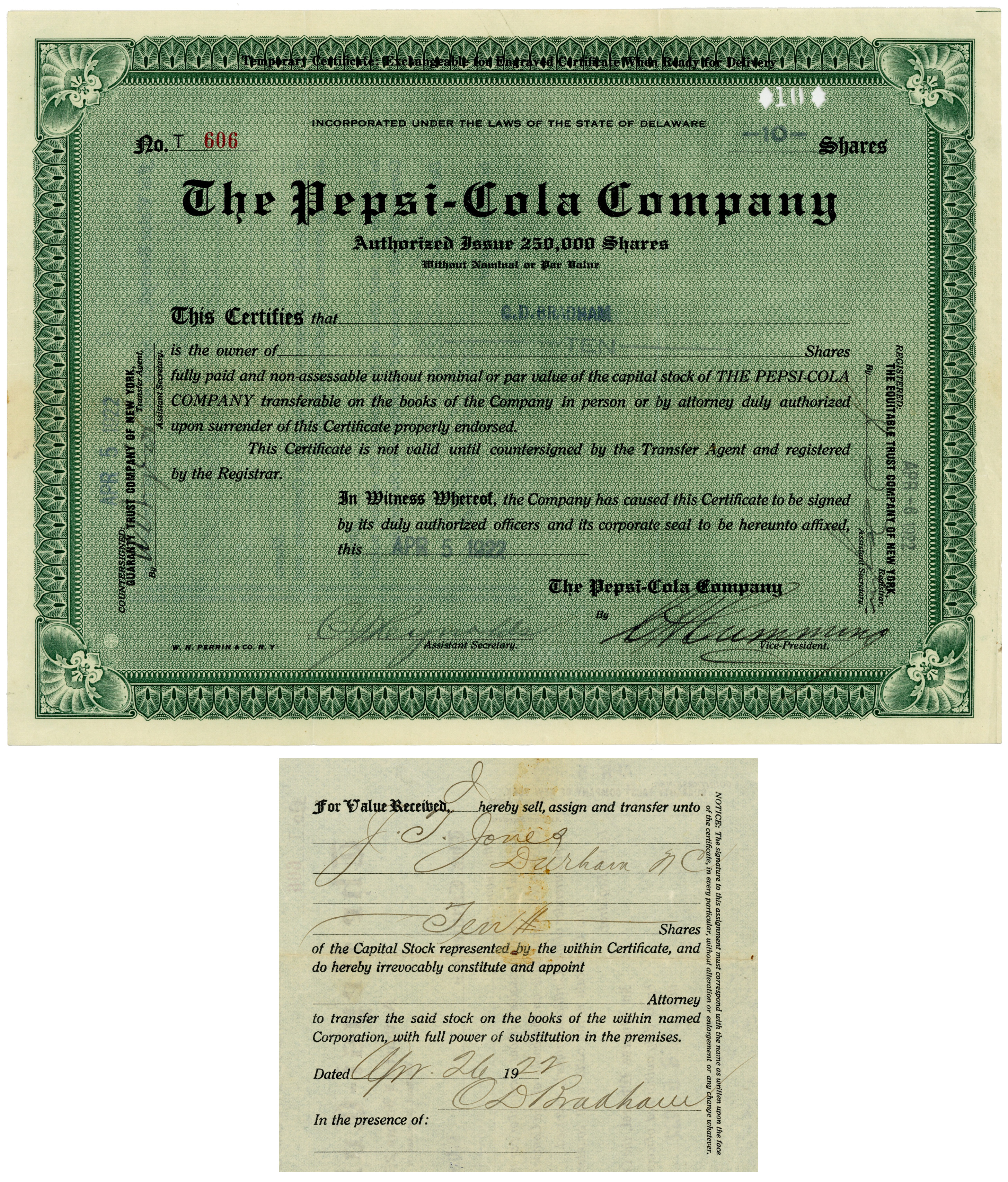
Action de la Pepsi-Cola Company, émise le 5 avril 1922 au nom de Caleb Bradham et endossée par ce dernier au verso

Il est né le 27 mai 1867 à Chinquapin en Caroline du Nord.
Il est diplômé de la Philanthropic Society de l'Université de Caroline du Nord à Chapel Hill et a étudié à la faculté de médecine de l'Université du Maryland.
Vers 1890, il quitte l'école de médecine de l'Université du Maryland en raison de la faillite de l'entreprise de son père. Après son retour en Caroline du Nord, il enseigne pendant environ un an et ouvre peu après une pharmacie à New Bern, baptisée « Bradham Drug Company », qui, à l'instar de nombreuses autres pharmacies de l'époque, abrite également une fontaine à soda. Bradham invente la recette en 1893 dans Middle Street et Pollock Street, dans le centre-ville de New Bern. Un mélange d'extrait de noix de kola, de vanille et d '« huiles rares » - pour ce qui est à l'origine connu sous le nom de « Brad's Drink », mais est renommé le 28 août 1898 Pepsi-Cola. Bradham a nommé sa boisson en combinant les termes « pepsine » et « cola », car il pensait que sa boisson facilitait la digestion, à l'instar de l'enzyme pepsine, même si elle n'était pas utilisée comme ingrédient. Son assistant, James Henry King, fut le premier à goûter la nouvelle boisson.
Le 24 décembre 1902, la société Pepsi-Cola est constituée en Caroline du Nord sous la présidence de Bradham. Le 16 juin 1903, la première marque de commerce Pepsi-Cola est enregistrée. Également en 1903, il transfére sa production de Pepsi-Cola de son magasin de pharmacie dans un immeuble loué à proximité. En 1905, Bradham commence à vendre du Pepsi-Cola en bouteilles de six onces (jusque-là, il ne vendait que du sirop de Pepsi-Cola) et accorde deux franchises à des embouteilleurs en Caroline du Nord.
Le 4 janvier 1901, Bradham a épousé Charity Credle à New Bern, en Caroline du Nord. Il a été propriétaire de la maison Slover-Bradham de 1908 à 1934. La maison a été inscrite sur le registre national des lieux historiques en 1973.
En plus de gérer sa pharmacie, il a été président de la Banque populaire de New Bern et président du conseil des commissaires du comté de Craven. À un moment donné, il est même proposé comme candidat au poste de gouverneur de Caroline du Nord. Il a également été officier dans la réserve navale pendant 25 ans et a été nommé lieutenant dans la milice navale de Caroline du Nord, a été promu commandant en 1904 et capitaine en 1913. Il prend sa retraite en tant que contre-amiral. De plus, en 1914, il est nommé par le secrétaire de la marine, Josephus Daniels, au conseil général de la milice navale.
Au sommet du succès, Bradham a autorisé les franchises Pepsi-Cola dans plus de 24 États ; cependant, le 31 mai 1923, Bradham et sa compagnie Pepsi-Cola sont déclarés en faillite. Le principal facteur de l'échec commercial de Bradham est le prix du sucre immédiatement après la Première Guerre mondiale, lorsque les prix ont grimpé à 28 cents la livre (il était de trois cents la livre avant la guerre). Bradham avait acheté une grande quantité de sucre à ce moment-là, mais le prix du sucre a chuté peu de temps après son achat. Les actifs de sa société ont été vendus à la Craven Holding Company pour 35 000 dollars. Après la faillite, Bradham a repris l'exploitation de sa pharmacie. Il est mort à New Bern, dans le comté de Craven, en Caroline du Nord.